# ペルパリム・ヘテマイ
ペルパリム・ヘテマイ（Përparim Hetemaj, 1986年12月12日 - ）は、ユーゴスラビア（現コソボ）・スケンデライ出身の元サッカー選手。現役時代のポジションはMF。
幼い頃にフィンランドへ移住し、現在はフィンランド代表としてプレーしている。実弟のメフメト・ヘテマイも元フィンランド代表のサッカー選手。

## 経歴

### クラブ
フィンランドのHJKヘルシンキでプロデビューを飾った後、19歳でギリシャのAEKアテネFCへ移籍し、ギリシャでは3シーズンを過ごした。
2009年夏、オランダのFCトゥウェンテと契約したが、1試合も出場機会はないまま、2010年2月にイタリア・セリエBのブレシア・カルチョへ移籍。チームの昇格で翌2010-11シーズンにセリエAデビューを果たした。
ブレシアが1シーズンでセリエB降格になったため、2011年6月にセリエAのACキエーヴォ・ヴェローナへ共同保有形式で移籍。2011年9月11日のノヴァーラ・カルチョ戦でキエーヴォでのデビューを果たし、最終的に32試合に出場。シーズン終了後に80万ユーロの移籍金で完全移籍を果たした。
2019年9月2日、ベネヴェント・カルチョに2年契約で移籍。
2021年7月28日、レッジーナ1914に1年契約で移籍。
2022年4月21日、HJKヘルシンキに復帰。
2023シーズン終了後、現役引退を表明した。

### 代表
フィンランドの世代別代表にも選出され、2009年には弟のメフメトと共にU-21欧州選手権に出場。
2009年2月には、日本代表との親善試合でフィンランド代表デビューを果たした。